# Glycichaera
Genre
Synonymes
- Glycychaera Salvadori, 1881[2]
- Macgillivrayornis Mathews, 1914[2]

Glycichaera est un genre monotypique de passereaux de la famille des Méliphagidés. Il se trouve à l'état naturel en Indonésie et dans le Nord de l'Australie.

## Liste des espèces
Selon la classification de référence du Congrès ornithologique international (version 6.4, 2016) :
- Glycichaera fallax Salvadori, 1878 — Méliphage trompeur, Méliphage aux yeux blancs
  - Glycichaera fallax claudi (Mathews, 1914)
  - Glycichaera fallax fallax Salvadori, 1878
  - Glycichaera fallax pallida Stresemann & Paludan, 1932
  - Glycichaera fallax poliocephala Salvadori, 1878